# Nanjinganthus
Espèce
Nanjinganthus dendrostyla est une espèce éteinte de plantes, découverte en Chine dans des sédiments du Jurassique inférieur. Elle appartient peut-être au groupe des Angiospermes (plantes à fleurs).

## Description
Elle partage de nombreuses caractéristiques avec les angiospermes modernes, notamment un ovaire et des ovules. On ignore s'il s'agit d'une véritable angiosperme, apparentée à l'ancêtre commun de tous les angiospermes, ou d'une proto-angiosperme sans descendance. S'il s'agit d'une angiosperme, elle pourrait reculer la date d'apparition de ce groupe de 50 millions d'années,.